# Francesco Guadagnino
Francesco Guadagnino (Canicattì, 26 dicembre 1755 – Canicattì, 12 maggio 1829) è stato un pittore italiano, attivo in Sicilia a partire dall'ultimo quarto del XVIII secolo e il primo quarto del successivo.

## Biografia
Poche le notizie certe su di lui. Figlio di Domenico e Diega Curto, nel 1791 sposò Gaetana Fontana. Rimasto vedovo, nel 1828 - un anno prima della morte - passò a seconde nozze con Teresa Celestri, figlia del notaio Diego. Fu sepolto nella chiesa del Carmine.
Francesco fu discepolo a Palermo di Antonio Manno, a sua volta formatosi presso il famoso pittore Vito D'Anna. Nel suo comprensorio fu verosimilmente collaboratore di Domenico Provenzani.

## Opere

### Agrigento e provincia
Canicattì 
- 1785c., Attività di ritocchi e restauri apparato statuario custodito nella chiesa di Maria Santissima degli Agonizzanti.
  - 1785, Madonna degli Agonizzanti, pala d'altare commissionata dalla Confraternita degli Agonizzanti, opera autografa custodita sull'altare maggiore.
  - 1789, Madonna Addolorata, dipinto.
  - 1801, Ritratto raffigurante il vicario Carlo Adamo, benefattore e patrocinatore del tempio.
- XVIII secolo, Ciclo comprendente San Giovanni Nepomuceno, Estasi di San Luigi, San Liborio, Crocifisso, opere documentate nella chiesa di San Biagio.
- XVIII secolo, Ecce Homo, Santissima Trinità, dipinti, opere custodite nel Museo dei Cappuccini.
- XVIII secolo, Santissima Trinità, dipinto, opera custodita nella chiesa di San Francesco.
- XVIII secolo, Madonna Immacolata con frati francescani in adorazione, dipinto, opera custodita nella chiesa di San Francesco.
- 1809, Beata Maria Vergine dell'Itria, proveniente dalla chiesa della Beata Vergine del Carmelo, opera custodita nel duomo di San Pancrazio.
  - XVIII secolo, Resurrezione, telone pasquale, opera perduta.
- XVIII secolo, Pentecoste e Sant'Alfonso Maria De Liguori, olio su tela, opere custodite nella chiesa di San Diego.
- XVIII secolo, Anime del Purgatorio, olio su tela, opera custodita nella chiesa del Purgatorio.
  - 1804 post, Ritratto raffigurante il barone Gaetano Adamo, benefattore e patrocinatore del tempio.
  - XVIII secolo, Morte del credente, dipinto documentato.

 Naro 
- XVIII secolo, San Giovanni conforta l'Addolorata e Madonna di Trapani, dipinti, opere documentate nella chiesa di San Nicolò.

 Sant'Angelo Muxaro 
- XVIII secolo, Battesimo di Gesù, Sant'Angelo Martire (attribuzione), Martirio di Santo Stefano (attribuzione), San Francesco di Paola (attribuzione), Natività (attribuzione), Madonna del Purgatorio (attribuzione), opere custodite nel duomo di Sant'Angelo Martire di Gerusalemme.

### Caltanissetta e provincia
Caltanissetta 
- XVIII secolo, Santa Lucia, olio su tela, opera custodita nella chiesa di Santo Spirito.

 Delia 
- 1784, Deposizione, dipinto autografo con la dicitura "Fran.us Guadagnino Pinxit Candicatt. Anno 1784, opera custodita nella chiesa del Carmelo.

## Pittori omonimi

### Gaetano Guadagnino
Gaetano Guadagnino (1782 - 27 aprile 1824), pittore.
Figlio di Antonio e di Carmela Crisci, nel 1807 fu sposo di Margherita Martines. Morì a 42 anni è fu sepolto nella chiesa del Carmine di Canicattì.
Fra le sue opere due tele raffiguranti rispettivamente San Vito e Maria Santissima dell'Itria sono documentate nella chiesa di Maria Santissima del Carmelo di Canicattì.
Il Martirio di San Bartolomeo ed il Martirio di Sant'Agata, olio su tela, opere custodite nella chiesa del Purgatorio.

### Pietro Guadagnino
Affreschi attribuiti alla scuola del Guadagnino raffiguranti il Ringraziamento di Noè dopo il diluvio, il Sacrifico di Isacco e San Diego con la Vergine intercedono per la città di Canicattì presso il Redentore sono presenti nella chiesa San Diego assieme ad una tela riproducente la Beata Maria Vergine con Anime del Purgatorio.
Altre tele raffiguranti San Francesco che riceve le stimmate, i Santi Filippo e Giacomo, San Bonaventura, Pietà, opere custodite nel santuario di San Calogero a Naro. 
Ebbe molta fortuna in Russia, a San Pietroburgo, dove emigrò in giovane età e fu nominato pittore di corte dello Zar.